# Rejon chlewieński
Rejon chlewieński (ros. Хлевенский район) – jednostka administracyjna wchodząca w skład obwodu lipieckiego w Rosji.
Centrum administracyjnym rejonu jest sieło Chlewnoje.

## Geografia
Powierzchnia rejonu wynosi 933,05 km².
Graniczy z rejonami: tierbuńskim, lipieckim, zadońskim i usmańskim (obwód lipiecki) oraz z obwodem woroneskim.
Główne rzeki to: Don i Woroneż.

## Demografia
W 2018 rejon zamieszkiwało 19 350 mieszkańców.

## Podział administracyjny
W skład rejonu wchodzi 15 osiedli wiejskich (sielsowietów) i 48 miejscowości.